# Floresta (Santa Cruz)
Floresta es una pequeña localidad de Bolivia, ubicada a orillas del río Parapetí, en la provincia de Cordillera, en el departamento de Santa Cruz.